# Hebei (meteoryt)
Hebei (inna nazwa: Hubei) – meteoryt kamienny należący do chondrytów oliwinowo-hiperstenowych L6, znaleziony w Chinach w 1981. Obecnie znalezione zostało 1,91 kg materii meteorytowej.